# Joseph Bagobiri
Joseph Danlami Bagobiri (ur. 8 listopada 1957 w Fadan Kagoma, zm. 27 lutego 2018 w Kadunie) – nigeryjski duchowny katolicki, biskup diecezjalny Kafanchan w latach 1995–2018.

## Życiorys
Święcenia kapłańskie przyjął 11 czerwca 1983.

## Episkopat
10 lipca 1995 papież Jan Paweł II mianował go biskupem ordynariuszem Kafanchan. Sakry biskupiej udzielił mu 21 października 1995 metropolita Kaduny – arcybiskup Peter Yariyok Jatau.
Zmarł 27 lutego 2018.